# Liste der Brücken über die Bünz
Die Liste der Brücken über die Bünz enthält die Brücken der Bünz von der Quelle oberhalb Winterschwil bis zur Mündung bei Wildegg in den Seetaler Aabach. Zusätzlich zu Brücken beinhaltet die Liste Übergänge über Bachdurchlässe und Tunnels.

## Brückenliste
100 Querungen überspannen den Fluss: 48 Strassen-, 30 Fussgänger-, 19 Feldweg- und drei Eisenbahn-Übergänge.

### Oberes Bünztal (Rüeribach)
27 Übergänge überspannen den Rüeribach.
| Bild | Name                                  | Ort               | Lage | Funktion                                    | Konstruktion  | Material | Länge in m | Höhe m ü. M. | Bemerkungen |
| ---- | ------------------------------------- | ----------------- | ---- | ------------------------------------------- | ------------- | -------- | ---------- | ------------ | --- |
|      | Hunt Grüt-Übergang                    | Beinwil (Freiamt) |      | Lokalstrasse (zweispurig)                   | Bachdurchlass | Beton    | 4          | 689          | Höchstgeschwindigkeit 80 km/h Veloland-Route 84 Mittelländer Hügelroute (Etappe 3 Sursee – Muri AG) |
|      | Feldwegübergang bei Hinteracher       | Beinwil (Freiamt) |      | Feldweg                                     | Bachdurchlass | Beton    | 4          | 651          | Verbot für Motorwagen, Motorräder und Motorfahrräder: Land- und Forstwirtschaft gestattet |
|      | Strassenbrücke bei Grossmatt          | Geltwil           |      | Strassenbrücke (einspurig)                  | Balkenbrücke  | Beton    | 6          | 584          | Höchstgeschwindigkeit 50 km/h Zufahrt zum Gebäude Isenbergschwil 91. |
|      | Isenbergschwilerstrasse-Übergang      | Geltwil           |      | Lokalstrasse (zweispurig)                   | Bachdurchlass | Beton    | 4          | 576          | Höchstgeschwindigkeit 50 km/h |
|      | Strassenübergang bei Unteri Husmatten | Geltwil           |      | Lokalstrasse (einspurig)                    | Bachdurchlass | Beton    | 4          | 574          | Höchstgeschwindigkeit 50 km/h Zufahrt zum Gebäude Isenbergschwil 42. |
|      | Feldwegübergang bei Ausser Greuel     | Muri              |      | Feldweg                                     | Tunnel        | Beton    | 10         | 503          | Der Feldweg führt über das Hochwasserrückhaltebecken Greuel. Das Bauwerk wurde 1981–1984 erstellt. Beim Hochwasserrückhaltebecken befindet sich eine hydrometrische Messstation. |
|      | Zufahrtsbrücke                        | Muri              |      | Strassenbrücke (einspurig)                  | Balkenbrücke  | Beton    | 5          | 475          | Zufahrt zum Gebäude Schweielstrasse 8. Die Brücke kann nicht durchfahren werden (Treppe vor dem Gebäude). |
|      | Schweielstrasse-Übergang              | Muri              |      | Lokalstrasse (zweispurig) mit Trottoir      | Tunnel        | Beton    | 6          | 474          | Höchstgeschwindigkeit 50 km/h |
|      | Zufahrtsbrücke                        | Muri              |      | Strassenbrücke (einspurig)                  | Bogenbrücke   | Stein    | 6          | 473          | Zufahrt zu den Gebäuden Bachstrasse 57–61. Das Bauwerk ist denkmalgeschützt. |
|      | Zufahrtsbrücke                        | Muri              |      | Strassenbrücke (einspurig)                  | Balkenbrücke  | Beton    | 5          | 472          | Zufahrt zum Gebäude Bachstrasse 55. |
|      | Fussgängerbrücke                      | Muri              |      | Fussgängerbrücke                            | Balkenbrücke  | Beton    | 4          | 472          | |
|      | Bühlmattenweg-Brücke                  | Muri              |      | Strassenbrücke (einspurig)                  | Bogenbrücke   | Stein    | 7          | 472          | Höchstgeschwindigkeit 50 km/h Das Bauwerk ist denkmalgeschützt. |
|      | Fussgängerbrücke                      | Muri              |      | Fussgängerbrücke                            | Balkenbrücke  | Beton    | 4          | 470          | Fussweg zum Bühlmattenweg. |
|      | Fussgängerbrücke                      | Muri              |      | Fussgängerbrücke                            | Balkenbrücke  | Beton    | 5          | 470          | Zugang zum Gebäude Bachstrasse 43. |
|      | Bachstrasse-Übergang                  | Muri              |      | Wohnstrasse (zweispurig) mit Trottoir       | Bachdurchlass | Beton    | 6          | 470          | Höchstgeschwindigkeit 50 km/h |
|      | Zufahrtstrasse-Übergang               | Muri              |      | Wohnstrasse (einspurig)                     | Bachdurchlass | Beton    | 6          | 469          | Zufahrt zu den Gebäuden Bachstrasse 14 und Bachstrasse 22. |
|      | Parkplatz-Abstellplatz                | Muri              |      | Parkplätze                                  | Bachdurchlass | Beton    | 6          | 468          | Parkplätze für das Gebäude Bachstrasse 12. |
|      | Zufahrtsbrücke                        | Muri              |      | Strassenbrücke (einspurig)                  | Bogenbrücke   | Stein    | 4          | 466          | Zufahrt zu den Gebäuden Bachstrasse 2–10. Das Bauwerk ist denkmalgeschützt. |
|      | Fussgängerbrücke                      | Muri              |      | Fussgängerbrücke                            | Balkenbrücke  | Beton    | 6          | 466          | Fussweg zur Dorfstrasse. |
|      | Garageneinfahrt-Brücke                | Muri              |      | Strassenbrücke                              | Balkenbrücke  | Beton    | 4          | 466          | Zufahrt zur Garage des Gebäudes Dorfstrasse 1. Die Einfahrt ist durch eine elektrische Schranke geregelt. |
|      | Dorfstrasse-Übergang                  | Muri              |      | Wohnstrasse (zweispurig) mit Trottoir       | Tunnel        | Beton    | 6          | 466          | Höchstgeschwindigkeit 30 km/h Freiämterweg Talroute Wanderrundweg |
|      | Luzernerstrasse-Übergang              | Muri              |      | Hauptstrasse (zweispurig) mit Trottoir 124  | Tunnel        | Beton    | 6          | 466          | Höchstgeschwindigkeit 50 km/h PostAuto-Buslinie 344 (Muri AG – Brunnwil) |
|      | SBB-Brücke                            | Muri              |      | Eisenbahnbrücke (zweigleisig)               | Balkenbrücke  | Beton    | 9          | 461          | Höchstgeschwindigkeit 125 km/h Bahnstrecke Lenzburg – Rotkreuz |
|      | Fussgängerbrücke beim Mürlifeld       | Muri              |      | Fussgängerbrücke                            | Balkenbrücke  | Beton    | 12         | 459          | Die Brücke wurde 2023 neu erstellt. Der Fussweg führt durch eine Bahnunterführung zum Luwa-Areal. |
|      | Fussgängerbrücke                      | Muri              |      | Fussgängerbrücke                            | Balkenbrücke  | Beton    | 4          | 459          | Fussweg zum Gebäude Zürcherstrasse 14. |
|      | Zürcherstrasse-Übergang               | Muri              |      | Hauptstrasse (zweispurig) mit Trottoirs 299 | Tunnel        | Beton    | 6          | 458          | Höchstgeschwindigkeit 50 km/h PostAuto-Buslinien 217 (Muri AG − Affoltern am Albis), 245 (Birmensdorf ZH – Muri AG), 341 (Wohlen AG − Rottenschwil), 343 (Muri AG – Geltwil) und 344 (Wohlen AG − Brunnwil) ZVB-Buslinie N6 (Zug − Mühlau) Veloland-Route 84 Mittelländer Hügelroute (Etappe 4 Muri AG – Zürich) Freiämterweg Talroute Wanderrundweg |
|      | Feldwegbrücke beim Stadion Brühl      | Muri              |      | Feldwegbrücke mit Trottoirs                 | Balkenbrücke  | Beton    | 7          | 455          | Verbot für Motorwagen und Motorräder: Ausgenommen Landwirtschaft und Werkdienst Wanderland-Route 42 Aargauer Weg Etappe 6 (Bremgarten (AG) – Muri (AG)) Freiämterweg Talroute Wanderrundweg |

### Oberes Bünztal (Bünz)
18 Übergänge überspannen die Bünz im oberen Bünztal.
| Bild | Name                                     | Ort           | Lage | Funktion                                 | Konstruktion | Material | Länge in m | Höhe m ü. M. | Bemerkungen |
| ---- | ---------------------------------------- | ------------- | ---- | ---------------------------------------- | ------------ | -------- | ---------- | ------------ | --- |
|      | Feldwegbrücke bei Bachmatten             | Muri          |      | Feldwegbrücke                            | Balkenbrücke | Beton    | 9          | 451          | |
|      | Feldwegbrücke beim Sportplatz Bachmatten | Muri          |      | Feldwegbrücke                            | Balkenbrücke | Beton    | 10         | 448          | Verbot für Motorwagen und Motorräder Wanderland-Route 42 Aargauer Weg Etappe 6 (Bremgarten (AG) – Muri (AG)) Freiämterweg Talroute Wanderrundweg                                                                      |
|      | Hasli-Übergang                           | Muri          |      | Strasse (zweispurig) mit Trottoir        | Tunnel       | Beton    | 6          | 450          | Im Hasli führte schon im frühen 15. Jahrhundert eine «Brugg» über die Bünz. Höchstgeschwindigkeit 30 km/h Wanderland-Route 42 Aargauer Weg Etappe 6 (Bremgarten (AG) – Muri (AG)) Freiämterweg Talroute Wanderrundweg |
|      | Messstation-Steg                         | Muri          |      | Werksteg                                 | Balkenbrücke | Stahl    | 5          | 449          | Hydrometrische Messstation Nr. 367 des Kantons Aargau (BVU Departement Bau, Verkehr und Umwelt). |
|      | Haslistrasse-Brücke                      | Muri          |      | Strassenbrücke (zweispurig)              | Balkenbrücke | Beton    | 5          | 447          | Höchstgeschwindigkeit 50 km/h |
|      | Beschädigter Fussgängersteg              | Muri          |      | Fussgängerbrücke                         | Balkenbrücke | Stahl    | 4          | 442          | Steg ist wegen fehlendem Boden unbegehbar. |
|      | Feldwegbrücke bei Rishalde               | Muri          |      | Feldwegbrücke                            | Balkenbrücke | Beton    | 7          | 440          | |
|      | Murimoos-Brücke                          | Muri          |      | Strassenbrücke (zweispurig)              | Balkenbrücke | Beton    | 9          | 436          | Höchstgeschwindigkeit 50 km/h |
|      | Fussgängerbrücke beim Murimoos           | Muri –Aristau |      | Fussgängerbrücke                         | Balkenbrücke | Beton    | 15         | 436          | |
|      | Spielplatz-Brücke                        | Aristau       |      | Fussgängerbrücke                         | Balkenbrücke | Holz     | 15         | 437          | Übergang führt auf eine Insel. |
|      | Buerlistrasse-Brücke                     | Boswil        |      | Feldwegbrücke                            | Balkenbrücke | Beton    | 19         | 435          | 200 m nordöstlich befindet sich das national bedeutende Amphibienlaichgebiet Niedermoos. |
|      | Feldwegbrücke beim Rislehübel            | Boswil        |      | Feldwegbrücke                            | Balkenbrücke | Beton    | 18         | 433          | Die Brücke wurde 2005 erstellt. Freiämterweg Talroute Wanderrundweg |
|      | Vieh-Brücke                              | Boswil        |      | Tierbrücke                               | Balkenbrücke | Beton    | 17         | 432          | |
|      | Am Bach-Steg                             | Bünzen        |      | Fussgängerbrücke                         | Balkenbrücke | Beton    | 16         | 432          | |
|      | Im Winkel-Brücke                         | Bünzen        |      | Strassenbrücke (zweispurig) mit Trottoir | Balkenbrücke | Beton    | 14         | 431          | |
|      | Feldwegbrücke bei Rütihalde              | Bünzen        |      | Feldwegbrücke                            | Balkenbrücke | Beton    | 9          | 433          | Verbot für Motorwagen und Motorräder: Ausgenommen Landwirtschaft |
|      | Feldwegbrücke bei Tillifuess             | Bünzen        |      | Feldwegbrücke                            | Balkenbrücke | Beton    | 10         | 429          | Verbot für Motorwagen und Motorräder: Landwirtschaft gestattet |
|      | Riedweg-Brücke                           | Bünzen        |      | Feldwegbrücke                            | Balkenbrücke | Beton    | 10         | 428          | Wanderweg |

### Unteres Bünztal (Waltenschwil bis Wohlen)
32 Übergänge überspannen den Fluss von Waltenschwil bis Wohlen.
| Bild | Name                              | Ort          | Lage | Funktion                                               | Konstruktion  | Material                                 | Länge in m | Höhe m ü. M. | Bemerkungen |
| ---- | --------------------------------- | ------------ | ---- | ------------------------------------------------------ | ------------- | ---------------------------------------- | ---------- | ------------ | --- |
|      | Feldwegbrücke bei Widematt        | Waltenschwil |      | Feldwegbrücke                                          | Balkenbrücke  | Beton                                    | 9          | 425          | |
|      | Kindergartenstrasse-Brücke        | Waltenschwil |      | Strassenbrücke (zweispurig)                            | Balkenbrücke  | Beton                                    | 11         | 424          | |
|      | Bünzbrücke Altes Schulhaus        | Waltenschwil |      | Fussgänger- und Velobrücke                             | Balkenbrücke  | Stahl                                    | 10         | 423          | Wanderweg |
|      | Mühleweg-Brücke                   | Waltenschwil |      | Fussgängerbrücke                                       | Balkenbrücke  | Beton                                    | 9          | 423          | |
|      | Büelisackerstrasse-Brücke         | Waltenschwil |      | Strassenbrücke (zweispurig) mit Trottoirs              | Balkenbrücke  | Beton (Strassenbrücke) Stahl (Trottoirs) | 21         | 423          | Die Fussgängerstege (Trottoirs) wurden 2015 neu erstellt. Fahrverbot für Lastwagen: Ausgenommen Zubringerdienst PostAuto-Buslinie 341 (Wohlen AG – Rottenschwil) |
|      | Fussgängersteg                    | Waltenschwil |      | Fussgängerbrücke                                       | Balkenbrücke  | Stahl                                    | 8          | 423          | Privater Steg des Gebäudes Büelisackerstrasse 2. |
|      | Fussgängerbrücke                  | Waltenschwil |      | Fussgängerbrücke                                       | Balkenbrücke  | Beton                                    | 8          | 423          | Private Brücke des Gebäudes Wohlerstrasse 1. |
|      | Messstation-Steg                  | Waltenschwil |      | Werkbrücke                                             | Balkenbrücke  | Stahl                                    | 8          | 424          | Hydrometrische Messstation Nr. 381 des Kantons Aargau (BVU Departement Bau, Verkehr und Umwelt). |
|      | Chreestrasse-Brücke               | Waltenschwil |      | Strassenbrücke (zweispurig) mit Trottoirs 367          | Balkenbrücke  | Beton                                    | 21         | 423          | Die Brücke wurde 1992 erstellt. Höchstgeschwindigkeit 50 km/h |
|      | Maiäckerstrasse-Brücke            | Waltenschwil |      | Feldwegbrücke                                          | Balkenbrücke  | Beton                                    | 10         | 421          | Verbot für Motorwagen und Motorräder: Ausgenommen Landwirtschaft |
|      | Durchlassbauwerk-Brücke           | Wohlen       |      | Werkbrücke                                             | Bachdurchlass | Beton                                    | 14         | 418          | Das Hochwasserrückhaltebecken Wohlen wurde 2015–2017 erstellt. Beim Hochwasserrückhaltebecken befindet sich eine hydrometrische Messstation. |
|      | Turmstrasse-Brücke                | Wohlen       |      | Strassenbrücke (zweispurig) mit Trottoir               | Balkenbrücke  | Beton                                    | 21         | 418          | Höchstgeschwindigkeit 30 km/h |
|      | Schulanlage Junkholz-Steg         | Wohlen       |      | Fussgängerbrücke                                       | Balkenbrücke  | Beton                                    | 21         | 418          | |
|      | Schulanlage Junkholz-Steg         | Wohlen       |      | Fussgängerbrücke                                       | Balkenbrücke  | Beton                                    | 21         | 418          | |
|      | Junkholz-Brücke                   | Wohlen       |      | Fussgängerbrücke                                       | Balkenbrücke  | Stahl                                    | 20         | 417          | Im Rahmen des Hochwasserschutzes Bünztal wurde 2016 die alte Betonbrücke durch eine Stahlkonstruktion ersetzt. Allgemeines Fahrverbot Freiämterweg Talroute Wanderrundweg |
|      | AVA-Brücke (über BDWM-Damm)       | Wohlen       |      | Eisenbahnbrücke (eingleisig)                           | Bogenbrücke   | Stein                                    | 10         | 417          | Bahnstrecke Dietikon – Wohlen Auf der linken Flussseite unterquert die Talroute des Freiämterwegs das Bauwerk auf einer Fussgängerbrücke. |
|      | Bifangstrasse-Brücke              | Wohlen       |      | Strassenbrücke (zweispurig)                            | Balkenbrücke  | Beton                                    | 12         | 417          | Verbot für Motorwagen und Motorräder: Ausgenommen öffentlicher Verkehr, Zufahrt zu den Liegenschaften Waltenschwilerstrasse 32 und Bifangstrasse 34 gestattet Höchstgeschwindigkeit 30 km/h Höchstgewicht 3,5 t: Ausgenommen öffentlicher Verkehr |
|      | Lätsch-Brüggli                    | Wohlen       |      | Fussgängerbrücke                                       | Balkenbrücke  | Beton                                    | 16         | 416          | Die Brücke wurde 1977 erstellt. Allgemeines Fahrverbot |
|      | Friedhofstrasse-Brücke            | Wohlen       |      | Strassenbrücke (zweispurig) mit Trottoirs 280 363      | Balkenbrücke  | Beton                                    | 21         | 416          | Höchstgeschwindigkeit 50 km/h PostAuto-Buslinien 5 (Wohlen AG: Bahnhof – Junkholz) und 342 (Wohlen AG – Uezwil) |
|      | Wehrlistrasse-Steg                | Wohlen       |      | Fussgängerbrücke                                       | Balkenbrücke  | Stahl                                    | 15         | 415          | Im Rahmen des Hochwasserschutzes Bünztal wurde die Brücke 2016 angehoben. |
|      | Zentralstrasse-Brücke             | Wohlen       |      | Strassenbrücke (zweispurig) mit Trottoirs 127          | Balkenbrücke  | Beton                                    | 10         | 417          | Im Rahmen des Hochwasserschutzes Bünztal wurde die Brücke 2015 ersetzt. Die Steinbogenbrücke von 1858 wurde 2015 abgebrochen. Höchstgeschwindigkeit 50 km/h PostAuto-Buslinien 1 (Wohlen AG: Bahnhof – Hochwacht), 5 (Wohlen AG: Bahnhof – Junkholz), 9 (Wohlen AG: Bahnhof – Haldenschulen), 341 (Wohlen AG – Rottenschwil) und 342 (Wohlen AG – Uezwil) |
|      | Bünzstrasse-Brücke                | Wohlen       |      | Strassenbrücke (zweispurig) mit Trottoirs              | Balkenbrücke  | Beton                                    | 9          | 417          | Aus der Zeit des Kunststrassenbaus stammt nur noch der Unterbau der Bünzbrücke. Höchstgeschwindigkeit 50 km/h PostAuto-Buslinien 336 (Wohlen AG – Mellingen Heitersberg) und 345 (Wohlen AG – Hägglingen) |
|      | Güpfstrasse-Brücke                | Wohlen       |      | Strassenbrücke (zweispurig)                            | Balkenbrücke  | Beton                                    | 11         | 413          | Die Brücke wurde 1997 erstellt. Achtung Kinder Höchstgeschwindigkeit 30 km/h |
|      | Bankweg-Steg                      | Wohlen       |      | Fussgängerbrücke                                       | Balkenbrücke  | Stahl                                    | 12         | 411          | |
|      | Allmendbrücke                     | Wohlen       |      | Strassenbrücke (zweispurig) mit Trottoir               | Balkenbrücke  | Beton                                    | 18         | 411          | Die Brücke wurde 2018/19 saniert. PostAuto-Buslinien 2 (Wohlen AG: Bahnhof – Sportanlagen), 4 (Wohlen AG: Bahnhof – Anglikon Brändliacker) und 8 (Wohlen AG: Bahnhof – Kantonsschule) |
|      | Fussgängerbrücke bei der Bünzmatt | Wohlen       |      | Fussgängerbrücke                                       | Balkenbrücke  | Beton                                    | 11         | 409          | Beidseitige Kettenabsperrungen verhindern die Überquerung der Brücke. |
|      | Bünzmattbrücke                    | Wohlen       |      | Feldwegbrücke                                          | Balkenbrücke  | Stahl                                    | 12         | 409          | Die Brücke wurde 1934 erstellt. Verbot für Motorwagen und Motorräder: Ausgenommen Landwirtschaft |
|      | Nutzenbachstrasse-Brücke          | Wohlen       |      | Strassenbrücke (zweispurig) mit Fussgängerstreifen 265 | Balkenbrücke  | Beton                                    | 16         | 407          | Die Brücke wurde 2022 erstellt. Sie ersetzte einen einspurigen Übergang von 1928. Höchstgeschwindigkeit 50 km/h Freiämterweg Talroute Wanderrundweg |
|      | Fussgängerbrücke beim Uferweg     | Anglikon     |      | Fussgängerbrücke                                       | Balkenbrücke  | Stahl                                    | 14         | 407          | Freiämterweg Talroute Wanderrundweg |
|      | Unterdorfstrasse-Brücke           | Anglikon     |      | Strassenbrücke (zweispurig) mit Trottoir               | Balkenbrücke  | Beton                                    | 20         | 407          | Die Brücke wurde 2019 neu erstellt. Sie ersetzte eine Brücke von 1928. Höchstgeschwindigkeit 30 km/h |
|      | Fussgängerbrücke beim Hölzbachweg | Anglikon     |      | Fussgängerbrücke                                       | Balkenbrücke  | Stahl                                    | 17         | 407          | |
|      | Schwellhof-Brücke                 | Anglikon     |      | Strassenbrücke (einspurig)                             | Balkenbrücke  | Beton                                    | 12         | 406          | Die Brücke wurde 1992 erstellt. Vortritt vor dem Gegenverkehr (Fahrtrichtung Döttikerstrasse) Dem Gegenverkehr Vortritt lassen (Fahrtrichtung Schwellhof) |

### Unteres Bünztal (Dottikon bis Möriken-Wildegg)
23 Übergänge überspannen den Fluss von Dottikon bis zur Mündung bei Wildegg.
| Bild | Name                                     | Ort          | Lage | Funktion                                                             | Konstruktion | Material         | Länge in m | Höhe m ü. M. | Bemerkungen |
| ---- | ---------------------------------------- | ------------ | ---- | -------------------------------------------------------------------- | ------------ | ---------------- | ---------- | ------------ | --- |
|      | Hembrunnstrasse-Brücke                   | Dottikon     |      | Strassenbrücke (zweispurig)                                          | Balkenbrücke | Beton            | 14         | 406          | Höchstgewicht 3,5 t |
|      | Hofmattbrücke (Sportstrasse)             | Dottikon     |      | Strassenbrücke (zweispurig)                                          | Balkenbrücke | Beton            | 18         | 404          | Im Rahmen des Hochwasserschutzes Bünztal wurde die Brücke 2016 ersetzt. Freiämterweg Bergroute Wanderrundweg |
|      | Bahnhofstrasse-Brücke                    | Dottikon     |      | Strassenbrücke (zweispurig) mit Trottoirs 280.2 387                  | Balkenbrücke | Beton            | 18         | 407          | Die Brücke wurde 1992 erstellt. PostAuto-Buslinie 346 (Wohlen AG – Hägglingen) |
|      | Bünzbrücke Dottikon                      | Dottikon     |      | Fussgänger- und Velobrücke                                           | Bogenbrücke  | Holz Stahl Beton | 24         | 395          | Die Brücke wurde 2011 erstellt. Höchstgewicht 0,5 t Freiämterweg Bergroute Wanderrundweg Ein Befahren mit leichten Unterhaltsfahrzeugen ist möglich. |
|      | Tieffurtbrücke                           | Dottikon     |      | Strassenbrücke (zweispurig)                                          | Balkenbrücke | Beton            | 14         | 402          | Die Brücke wurde 1926 erstellt. Ein Ersatz der Strassenbrücke als Fussgänger- und Velobrücke ist in einer Referendumsabstimmung abgelehnt worden. Höchstgewicht 3,5 t Der Übergang führt auf die Insel zwischen der Bünz und dem Mühlekanal der ehemaligen Tieffurtmühle.                        |
|      | Hendschikerstrasse-Brücke                | Dottikon     |      | Strassenbrücke (zweispurig) 388                                      | Balkenbrücke | Beton            | 35         | 402          | Höchstgeschwindigkeit 80 km/h |
|      | Eichhofbrücke (Mattenstrasse)            | Hendschiken  |      | Strassenbrücke (zweispurig)                                          | Balkenbrücke | Beton            | 20         | 401          | Die Brücke wurde 2013/14 ersetzt. Höchstgeschwindigkeit 40 km/h Freiämterweg Bergroute Wanderrundweg |
|      | Falkenmattbrücke                         | Hendschiken  |      | Strassenbrücke (zweispurig)                                          | Balkenbrücke | Beton            | 25         | 397          | Die Brücke wurde 2013/14 ersetzt. |
|      | Bünzweg-Brücke                           | Othmarsingen |      | Strassenbrücke (zweispurig) mit Trottoir                             | Balkenbrücke | Beton            | 23         | 393          | Skatingland-Route 3 Mittelland Skate (Etappe 6 Brugg – Olten) Veloland-Route 34 Alter Bernerweg (Etappe 4 Zofingen (Oftringen) – Baden) |
|      | Mattenwegbrücke                          | Othmarsingen |      | Fussgängerbrücke                                                     | Bogenbrücke  | Holz Stahl Beton | 18         | 396          | Die Brücke wurde 2002 erstellt. Höchstgewicht 0,5 t Eine Plakette ist an der Brücke angebracht: Holzpreis 2002 verliehen an die Gemeinde Othmarsingen für vorbildliche Holzverwendung an der Mattenwegbrücke über die Bünz                                                                       |
|      | Lenzburgerstrasse-Brücke                 | Othmarsingen |      | Strassenbrücke (zweispurig) mit Trottoirs und Fussgängerstreifen 267 | Balkenbrücke | Beton            | 11         | 391          | RBL-Buslinien 393 (Lenzburg – Mägenwil) und N82 (Lenzburg – Othmarsingen) Die hydrometrische Messstation Nr. 332 des Kantons Aargau (BVU Departement Bau, Verkehr und Umwelt) befindet sich bei der Brücke.                                                                                      |
|      | SBB-Brücke                               | Othmarsingen |      | Eisenbahnbrücke (viergleisig)                                        | Tunnel       | Beton            | 6          | 419          | Höchstgeschwindigkeit 80 km/h Bahnstrecken Olten – Zürich, Lenzburg – Brugg und Hendschiken – Othmarsingen Auf der linken Flussseite unterquert ein Wanderweg das Bauwerk auf einer Fussgängerbrücke.                                                                                            |
|      | Bünztalbrücke (A1-Autobahn)              | Othmarsingen |      | Autobahnbrücke (vierspurig) mit zwei Standspuren                     | Balkenbrücke | Beton            | 274        | 397          | Die Brücke wurde 1970 erstellt. Höchstgeschwindigkeit 120 km/h |
|      | Feldwegbrücke bei Wilhalde               | Othmarsingen |      | Feldwegbrücke                                                        | Balkenbrücke | Beton            | 17         | 389          | Wanderweg Flussabwärts befindet sich das national bedeutende Auengebiet Bünzaue Möriken-Othmarsingen. |
|      | Feldwegbrücke bei Musermatt              | Othmarsingen |      | Feldwegbrücke                                                        | Balkenbrücke | Beton            | 14         | 386          | Verbot für Motorwagen, Motorräder und Motorfahrräder Das Bauwerk befindet sich im national bedeutenden Auengebiet Bünzaue Möriken-Othmarsingen. |
|      | Feldwegbrücke bei Wilmatten              | Möriken      |      | Feldwegbrücke                                                        | Balkenbrücke | Beton            | 14         | 385          | Das Bauwerk befindet sich im national bedeutenden Auengebiet Bünzaue Möriken-Othmarsingen. |
|      | Feldwegbrücke bei Andresli               | Möriken      |      | Feldwegbrücke                                                        | Balkenbrücke | Beton            | 11         | 376          | Wanderweg Das Bauwerk befindet sich im national bedeutenden Auengebiet Bünzaue Möriken-Othmarsingen. |
|      | Feldwegbrücke bei Rosimatten             | Möriken      |      | Feldwegbrücke                                                        | Balkenbrücke | Beton            | 35         | 370          | Höchstgewicht 3,5 t Wanderweg Das Bauwerk befindet sich im national bedeutenden Auengebiet Bünzaue Möriken-Othmarsingen. |
|      | Niederlenzerstrasse-Brücke               | Möriken      |      | Strassenbrücke (zweispurig) mit Trottoir 393                         | Bogenbrücke  | Stein            | 26         | 362          | Die Brücke wurde 1878 erstellt. Höchstgeschwindigkeit 50 km/h RBL-Buslinien 380 (Lenzburg – Wildegg) und 381 (Lenzburg – Wildegg) Das Bauwerk befindet sich im national bedeutenden Auengebiet Bünzaue Möriken-Othmarsingen.                                                                     |
|      | Fussgängerbrücke beim Bad Grienmatten    | Wildegg      |      | Fussgängerbrücke                                                     | Balkenbrücke | Holz             | 31         | 359          | Eine vom Hochwasser in 2007 mitgerissene Brücke wurde 2009 neu erstellt. |
|      | Fussgängerbrücke beim Schulhaus Hellmatt | Wildegg      |      | Fussgängerbrücke                                                     | Bogenbrücke  | Holz             | 21         | 356          | Die halb gedeckte Holzbrücke wurde 2016 erstellt. |
|      | Paradiesbrücke                           | Wildegg      |      | Strassenbrücke (zweispurig)                                          | Balkenbrücke | Beton            | 18         | 355          | Im Rahmen des Hochwasserschutzes Bünztal wurde die Brücke 2016 ersetzt. Höchstgewicht 16 t |
|      | Bruggerstrasse-Brücke                    | Wildegg      |      | Strassenbrücke (zweispurig) mit Trottoirs 112                        | Bogenbrücke  | Stein            | 18         | 352          | Die Brücke wurde im 18. Jahrhundert erstellt. Höchstgeschwindigkeit 50 km/h RBL-Buslinien 380 (Lenzburg – Wildegg), 381 (Lenzburg – Wildegg) und 382 (Lenzburg – Mägenwil) Wanderland-Route 42 Aargauer Weg Etappe 3 (Aarau – Brugg) Hinweistafel am Brückengeländer: Plakate anbringen verboten |